# Kultura holihradzka
Kultura holihradzka (sk. gávsko-holihradská kultúra, węg. Gáva-Holihrad kultúra, ang. Holihrad culture) – kultura archeologiczna z V okresu epoki brązu (ok. 800/650 lat p.n.e. – I wiek n.e.) występująca na terenach górnego i częściowo środkowego Podniestrza.
Od północy graniczyła z kulturą wysocką, a od zachodu z grupą tarnobrzeską oraz ulwówecką kultury łużyckiej.
Pierwsze zabytki tej kultury zostały odnalezione podczas wykopalisk w roku 1884 w miejscowości Ruda. Nazwa kultury nawiązuje do eponimicznego stanowiska w miejscowości Holigród ukr. Голіград w obwodzie tarnopolskim.
Osadnictwo ludności kultury holihradzkiej pojawiło się we wschodniej części Karpat po opanowaniu tych terenów przez ludność kultury Gava.

## Osadnictwo
Odnalezione osady tej kultury najczęściej miały charakter długoletnio użytkowanych osad (wiele warstw osadnictwa) lub osiedli obronnych. Gospodarka tych osiedli opierała się na rolnictwu i hodowli. Silnie rozwinięta była również metalurgia brązu.

## Zwyczaje pogrzebowe
Odnaleziono niewiele grobów przedstawicieli tej kultury, w większości ciałopalne popielnicowe.

## Publikacje
- Jerzy Stanisław Kmieciński (red.), Pradzieje ziem polskich. t. I, PWN, Warszawa-Łódź 1989.
- Janusz K. Kozłowski (red.), Encyklopedia Historyczna Świata, t. I, Opres, Kraków 1999.
- Joachim Śliwa (red.), Wielka Historia Świata Tom 2 Stary i Nowy Świat od „rewolucji” neolitycznej do podbojów Aleksandra Wielkiego, Oficyna Wydawnicza FOGRA, 2005, s. 404, ISBN 83-85719-83-0.